# Estados de ánimo
Estados de ánimo fue el tercer álbum de estudio de la banda española El Canto del Loco, publicado el 22 de mayo de 2003 en España. Con este disco vendieron más de 244 000 copias aproximadamente.

## Lista de canciones
| N.º | Título                             | Duración |  |
| 1.  | «Volver a disfrutar»               | 3:11     |  |
| 2.  | «La madre de José»                 | 3:11     |  |
| 3.  | «Ya nada volverá a ser como antes» | 2:55     |  |
| 4.  | «Insoportable»                     | 4:08     |  |
| 5.  | «Dentro de mí»                     | 3:28     |  |
| 6.  | «Otra vez»                         | 3:22     |  |
| 7.  | «Siempre cerca»                    | 3:45     |  |
| 8.  | «Como un perro ladrando»           | 2:38     |  |
| 9.  | «Equis»                            | 3:39     |  |
| 10. | «Una foto en blanco y negro»       | 3:29     |  |
| 11. | «No voy a parar»                   | 3:17     |  |
| 12. | «Te recuerdo» (Bonus track)        | 2:36     |  |